# Anisodes major
Anisodes major är en fjärilsart som beskrevs av Paul Dognin 1911. Anisodes major ingår i släktet Anisodes och familjen mätare. Inga underarter finns listade i Catalogue of Life.